# Termal
Termal ist eine Stadt und Hauptort des gleichnamigen Landkreises (İlçe) der türkischen Provinz Yalova. Der Ort liegt knapp 12 Straßenkilometer südwestlich der Provinzhauptstadt Yalova und wurde laut Stadtsiegel 1994 in den Rang einer Belediye (Gemeinde) erhoben. Die Stadt beherbergt etwa 48,5 Prozent der Landkreisbevölkerung und gliedert sich in zwei Mahalle (Stadtviertel). Der Name der Stadt leitet sich von den Thermalquellen ab.
Der Landkreis liegt mittig in der Provinz, hat im Norden einen über einen Kilometer breiten Küstenstreifen und grenzt im Süden an die Provinz Bursa. Mit 67 km² ist Termal der kleinste Landkreis Yalovas. Neben dem Verwaltungssitz (türk. Merkez) bestehen noch zwei Dörfer: Akköy (2028) und Yenimahalle (1337 Einw.). Die Bevölkerungsdichte (97,5 Einw. je km²) ist die zweittiefste der Provinz. Die Haupteinnahmequelle ist der Bäder- und Wellness-Tourismus.
So wie alle Kreise der Provinz Yalova entstand auch der Kreis Termal im Juni 1995. Die Orte gehörten zuvor zum Bucak Merkez des damaligen Kreises Yalova in der Provinz Istanbul.